# Cromoblastomicose
A Cromoblastomicose (também conhecida como cromomicose, cladosporiose, doença de Fonseca, doença de Pedroso, feosporotricose, ou dermatite verrucosa) é uma infecção fúngica de longa duração da pele e do  tecido subcutâneo A infecção ocorre mais comumente em climas tropicais e subtropicais, normalmente na zona rural. Ela pode ser causada por diversos tipos de fungos, que implantam-se abaixo da pele, frequentemente após lesões com farpas e espinhos. A cromoblastomicose espalha-se lentamente, é raramente fatal e geralmente apresenta um bom prognóstico, mas pode ser de difícil cura. O efeito estético da doença também é relevante, podendo afetar as relações sociais do paciente.

## Causas
A cromoblastomicose tem origem em pequenos traumas na pele, normalmente por materiais "vegetativos", como farpas e espinhos, que implantam o fungo no tecido subcutâneo. Em diversos casos, o paciente não percebe nem lembra o trauma inicial, devido à evolução lenta dos sintomas. Os fungos que causam mais frequentemente cromoblastomicose são: 
- Fonsecaea pedrosoi[4][5]
- Phialophora verrucosa[6]
- Cladosporium carrionii[7]
- Fonsecaea compacta[8]
- Rhinocladiella aquaspersa[7]

## Sinais e sintomas

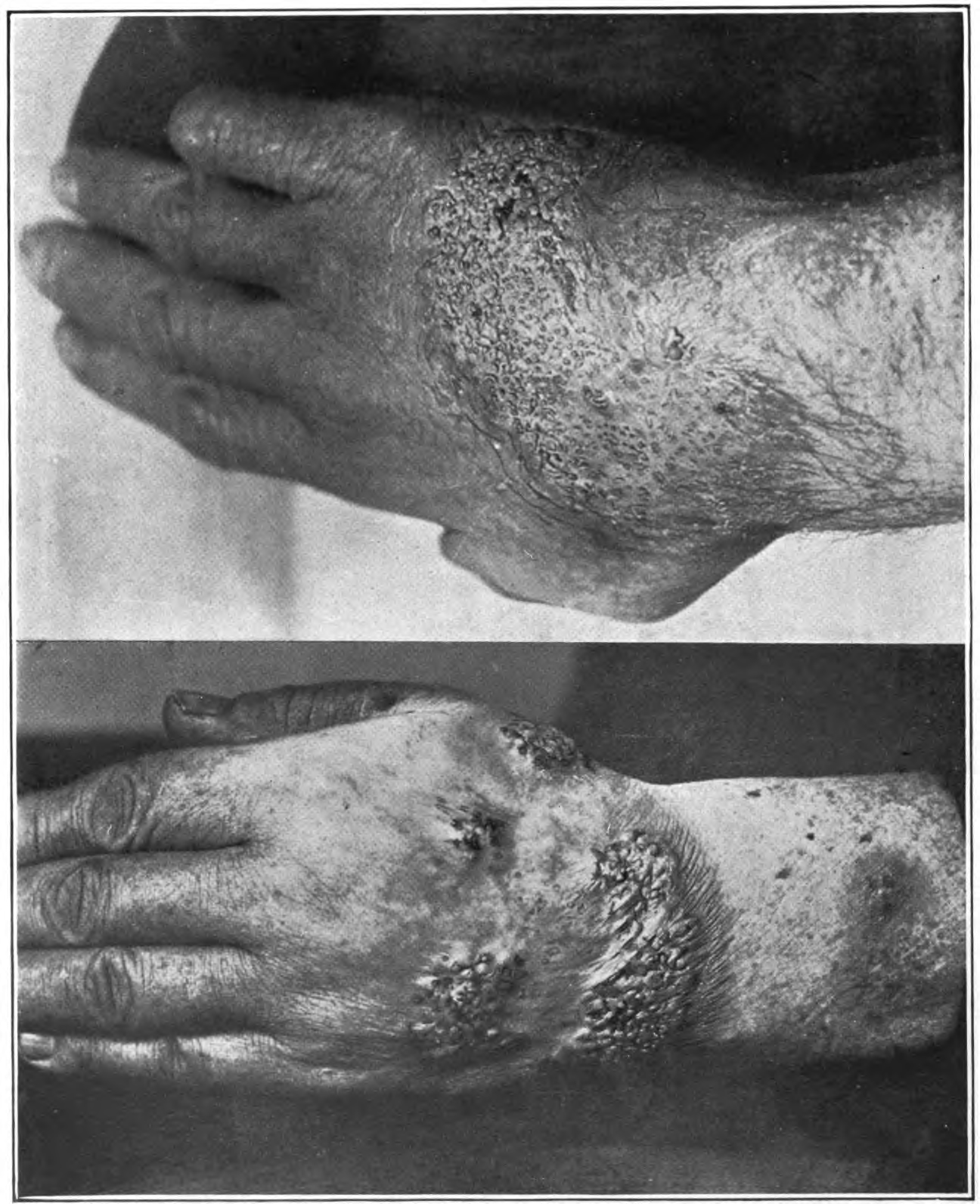
As blastomicoses podem formar placas verrugosas, escamosas, avermelhadas ou roxas ou grandes nódulos com cicatrizes amareladas.

Meses ou anos após a infecção inicial uma pápula avermelhada aparece na pele no local de inoculação, podendo se espalhar pelo sangue ou via linfática. Múltiplos nódulos podem aparecer no mesmo membro ou pode formar uma grande placa roxa áspera e irregular. Infecções bacterianas secundárias podem também ocorrer, causando, as vezes, obstrução linfática. Dependendo do fungo causador a lesão pode gerar cicatrizes, úlceras ou verrugas, atróficas, assimétricas, branco-amareladas com aparência de "couve-flor". São resistentes a vários antibióticos e antifúngicos e podem se espalhar para os ossos deformando os membros.

## Diagnóstico
O teste mais informativo fazer um raspado e adicionar Hidróxido de Potássio (KOH), observando sob o microscópio (Raspados em KOH são frequentemente utilizados para analisar infeccções fúngicas), com identificação de Corpos Escleróticos ou Corpos Fumagoides. O raspado pode ser também cultivado em Ágar Sabouraud para identificação do organismo envolvido.
Fonsecaea sp - tipo cladospório, rinocladiela / fialófora 
Cladosporium sp - conidiação acrógena, conídios em cadeia
Rhinocladiella sp - conidiação acropleurótica 
Phialophora sp - conidiação a partir de conidióforo em forma de “vaso”
Histologicamente, a cromoblastomicose manifesta-se como leveduras pigmentadas semelhantes a "moedas de cobre". Colorações especiais, como o uso de ácido periódico de Schiff ou a coloração de Gomori-Grocott de impregnação por prata podem ser usados para elucidar o microorganismo envolvido.

## Epidemiologia
É mais comum em áreas tropicais e subtropicais, em ambientes rurais, afetando geralmente os pés ou pernas de pessoas que andam sobre a terra e plantas sem calçado rotineiramente. F. pedrosoi é comum em florestas úmidas e C. carrionii em climas secos. Quase todos os casos são na América, sendo endêmica no Brasil e Caribe, e raro em outros continentes.

## Tratamento
A cromoblastomicose é de difícil cura. Os tratamentos de escolha primários são:
- Itraconazol 200-400 mg, um azol antifúngico, é dado oralmente com ou sem 5-fluorocitosina;
- Posaconazol 800 mg por dia, um novo tratamento superior ao itraconazol;
- Alternativamente, a criocirurgia com nitrogênio líquido também tem sido mostrada como efetiva.

Outras opções de tratamento são a droga antifúngica terbinafina, a droga experimental posaconazol, e terapia de calor.
A anfotericina B pode, eventualmente, ser usada também.

## História
O agente causador da cromomicose mais comum, o fungo Fonseca pedrosoi, foi descrito em 1922 em São Paulo por Fonseca Pedroso, após 10 anos acompanhando casos da doença.